# أندرو غاي
أندرو غاي (بالإنجليزية: Andrew Gay)‏ هو لاعب دوري الرغبي أسترالي، ولد في 5 أكتوبر 1989.